# Cybister loxidiscus
Cybister loxidiscus är en skalbaggsart som beskrevs av Wilke 1920. Cybister loxidiscus ingår i släktet Cybister och familjen dykare. Inga underarter finns listade i Catalogue of Life.